# 人民民主黨 (台灣)
人民民主黨是台灣的一個左翼政黨。該黨成立於2011年10月2日，當時取名為人民民主陣線，由人民火大行動聯盟的成員建立。該黨並無黨主席跟黨員制度。該黨由數個「人民民主·人民老大參政團」組成，每個參政團各有主要議題。該黨主要關注勞工、性工作者、移民、LGBT、原住民和身心障礙者的權利以及環境保護等議題。2014年3月，由於成員之間對於批判及執行路線產生歧見，導致人民火大行動聯盟與人民民主陣線決裂。在2014年中華民國地方公職人員選舉中，該黨候選人王芝安成功當選台北市士林區岩山里里長，這是該黨赢得的第一次選舉勝利。截至2016年6月，該黨高達7成參選人是輔仁大學心理系畢業生、講師和教授，其餘由性權團體（例如日日春關懷互助協會）代表、工人代表組成。2017年，該黨改名為人民民主黨。

## 政治概念
人民老大運動的參選方式較像是「政治實驗」：由一位「揪團人」尋找一群理念相同者共同出資並推出一位候選人，該候選人選前必須簽訂「民主契約」，候選人還要先簽下「離職同意書」，如果成功當選後沒有實現承諾，必須辭職下台。其激進的理念使得其他組織不敢與其互動合作。

## 歷史
1992年基隆客運罷工事件後，鄭村棋等工運人士組成工人立法行動委員會（简称「工委會」），並曾在1997年組織台北市公娼自救會，並參加反廢娼運動。工委會並數度以社運力量介入總統大選：1995年發起「工人與總統有約」運動；並在2004年發起「百萬廢票行動」鼓勵選民投廢票逼政黨改變，當時有33萬張廢票，比兩大黨（中國國民黨與民主進步黨）候選人票數差還大。
2006年，工人立法行動委員會改組為「人民火大行動聯盟」（火盟）。在每年秋鬥及國際勞動節，火盟皆會上街示威遊行。2011年，火盟也是「430向日葵廢核行動」發起組織之一；並緊接著在隔日國際勞動節在行政院前抗議「人民百怨」並呼籲台灣人民別再被兩大黨操弄，估計約有三百人到場。
2011年底，正式成立「人民民主陣線」（民陣），並向內政部登記成為政黨。但內部對參政路線、權力結構、資源分配等諸多議題未能有所共識，導致2014年3月，「火盟」脫離「民陣」。
2014年1月，民陣以瓏山林企業董事長林鴻堯假贈與台北市士林官邸附近土地案為契機，啟動「鏟土豪行動」；此後民陣鏟土豪行動持續揭發瓏山林企業與林鴻堯的爭議案件。2014年5月，合宜住宅弊案爆發，民陣鏟土豪行動赴遠雄企業團總部前抗議。2014年9月，基隆人民火大行動聯盟與人民民主陣線共組「人民火大民主參選連線」，提名何燕堂參選基隆市市長。

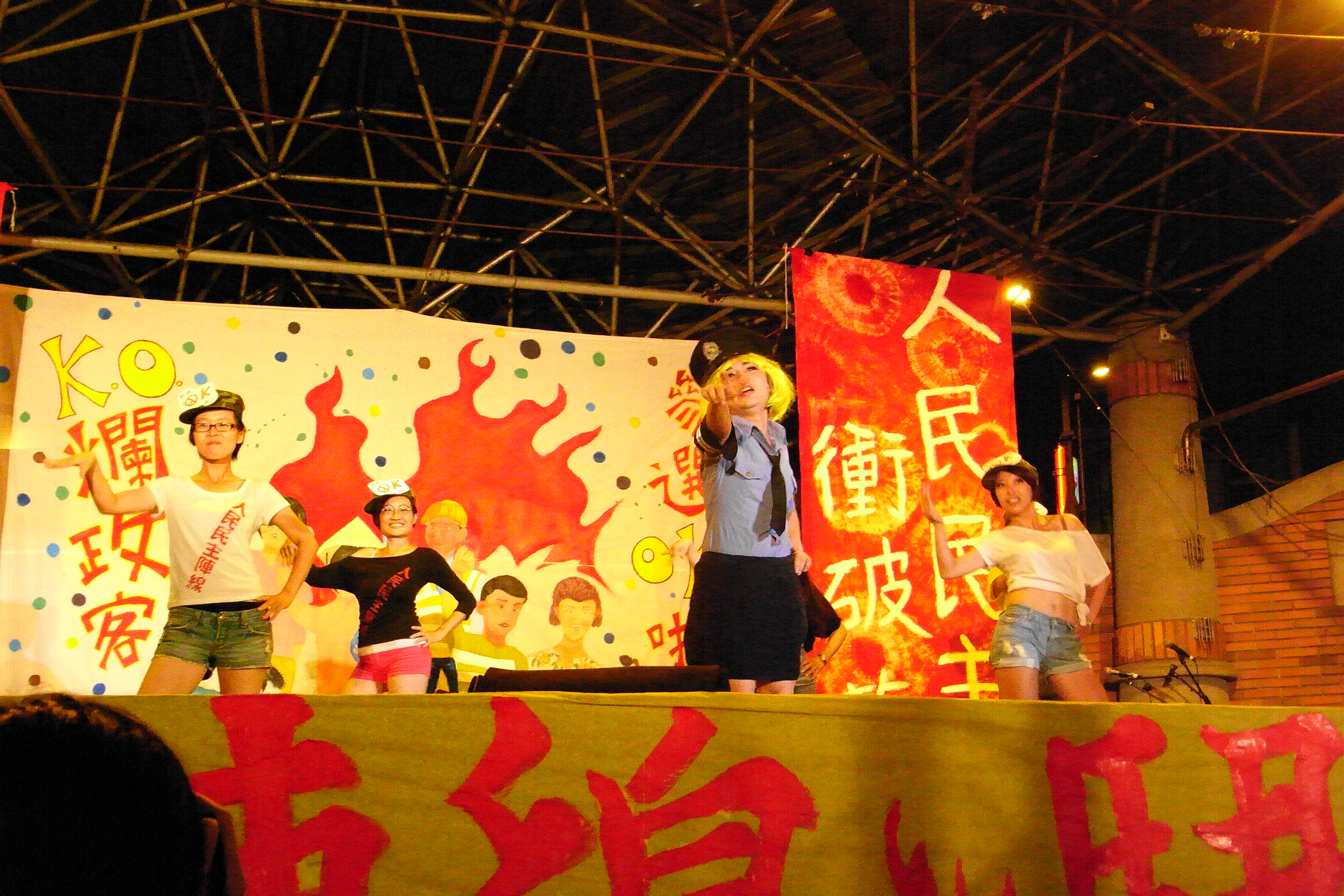
2014年人民民主陣線募款晚會

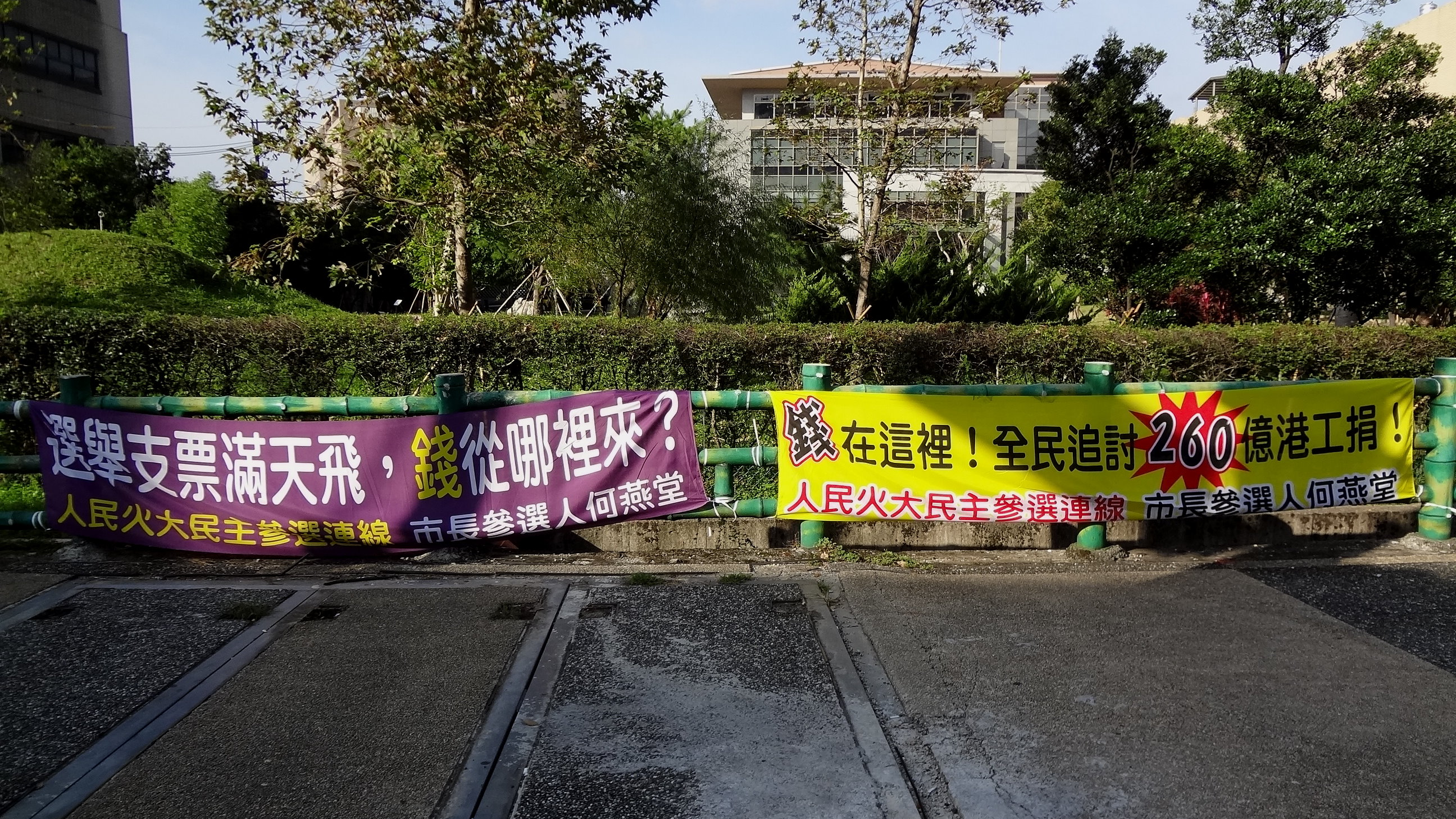
2014年基隆市市長選舉，人民火大民主參選連線市長參選人何燕堂的廣告布條

2014年11月9日，秋鬥「土地線鬥陣」成員團體遊行至民進黨中央黨部前抗議，並在民進黨中央黨部大門貼上「退步黨、不進反退、背叛人民」布條，民陣鏟土豪行動為其中之一。
2015年2月11日，民陣、樹黨與青年佔領政治合開記者會，反對2016年合併舉行總統選舉與立法委員選舉，並批評合併選舉是大黨鞏固自己利益而非深化民主的手段。
2016年1月13日，民陣在《獨立評論@天下》鼓勵選民在2016年中華民國總統選舉中投廢票，總評三位總統候選人（朱立倫、蔡英文、宋楚瑜）「都簡化或漠視台灣底邊處境，沒有面對根本的階級問題，都只想局部改良，不求根本改變，還是繼續重覆發達強者、犧牲弱者的發展邏輯，換湯不換藥」。
2016年5月29日，發生了輔大心理系性侵事件，事件中受害者男友在臉書發文，指控輔仁大學社會科學院院長夏林清（民陣召集人鄭村棋之妻）處置不當，企圖掩蓋性侵醜聞，引起軒然大波。夏林清被指控在處理事件過程中涉嫌與當時系主任主導工作小組成立，不走現有校園性別平等會等方式，疑似企圖掩蓋事實迫使性侵受害人以平息案件。過程中多名民陣成員且是輔仁大學心理系講師的龔尤倩、王芳萍、何燕堂、周佳君等人在討論會中批判受性侵女學生與其朱姓男友，事後更在媒體上公開放話指控女學生汙衊，導致女學生事後「被道歉」二度傷害；由於夏林清院長在社運界頗有聲望，導致後續一連串兩造網路言語攻擊事件，民陣更在2016年6月26日以政黨名義抗議教育部企圖干擾輔大內部討論性侵案件，引起社會撻伐，至今爭議未解。
2017年12月16日，高雄市政府地政局在高雄捷運凹子底站旁空地舉辦「2017見證土地開發成果暨行銷標售懷念金曲音樂會」，高雄果菜市場土地不義徵收住戶自救會、民陣等反迫遷團體在對街抗議高雄市政府長期以公共利益為由打壓人民居住權。
2021年8月25日，黃春香家關注組、台灣人權促進會、新北市美麗華開發股份有限公司暨子公司企業工會、民間司法改革基金會、藻礁公投推動聯盟、台灣土地正義行動聯盟、全國傳播媒體產業工會、綠黨、時代力量、人民民主黨等二十多個團體在民進黨中央黨部前舉辦抗議行動，批評蔡英文政府上任以來，「我們卻看到：民進黨擺爛不修集遊惡法，變本加厲打壓人民抗爭，更無意落實保障人權的承諾」。

## 人民民主·人民老大參政團
每一參政團皆有一個「揪團人」。揪團人通常參與某一領域的社運十年以上，並曾任相關非營利組織、社會團體要職。參與參政團者稱為「人民老大」，通常由社運人士、老師、大學教授、學生等一般各行各業的人所組成，並集體開會討論、溝通和表決決定該參政團之政見、參選方式以及由誰參選，每位參加者需付新台幣500至2,000元不等以當作參選所需要之保證金。若保證金無法湊齊，將先向火盟內部借調，日後再以民眾捐款償還。
共同推派之候選人必須簽訂「民主契約」，如果成功當選，其公職收入、聘用助理或選舉達到門檻所得之選舉補助金皆需由該參政團所有人投票討論決定，當選人每月需向其所屬之公民參政團公佈工作報告。候選人還要先簽下「離職同意書」，如果成功當選後違反承諾，必須辭職下台。
人民民主陣線亦與日日春關懷互助協會、白刷刷黑戶人權行動聯盟、台灣國際家庭互助協會、工作傷害受害人協會等社運組織關係密切，許多成員皆同時互相支援，並參與各參政團。

## 歷次參選結果

### 立法委員
- 區域立委

| 年份   | 選區             | 登記政黨   | 參政團                              | 候選人 | 主要議題                   | 得票數 | 得票比例 | 當選否 | 備註                                                                                  |
| ------ | ---------------- | ---------- | ----------------------------------- | ------ | -------------------------- | ------ | -------- | ------ | ------------------------------------------------------------------------------------- |
| 2004年 | 台北市第二選區   | 無黨籍     | -                                   | 王芳萍 | 妓權                       | 583    | 0.1%     | 否     | 輔大心理研究所碩士                                                                    |
| 2004年 | 臺北縣第三選區   | 無黨籍     | -                                   | 張通賢 | 勞工運動                   | 257    | 0.05%    | 否     |                                                                                       |
| 2008年 | 基隆市           | 台灣綠黨   | -                                   | 王醒之 | 勞工運動                   | 3,426  | 2.35%    | 否     | 輔仁大學應用心理學系碩士，輔大心理系畢業 與綠黨合組紅綠聯盟參選，因此以綠黨名義登記。 |
| 2008年 | 台北市內湖南港   | 台灣綠黨   | -                                   | 柯逸民 | 勞工運動                   | 1,580  | 0.93%    | 否     | 輔仁大學應用心理學系碩士，輔大心理系畢業 與綠黨合組紅綠聯盟參選，因此以綠黨名義登記。 |
| 2012年 | 臺北市第一選舉區 | 民陣       | 性福團 都市苦工團 算障團 民主教師團 | 夏林清 | 妓權、勞工運動             | 1,364  | 0.6879%  | 否     | 輔仁大學心理學系教授兼社會科學院院長 由四團混團推出候選人                             |
| 2012年 | 臺北市第五選舉區 | 民陣       | 算障團 性福團                       | 周志文 | 身心障礙者權益             | 461    | 0.2540%  | 否     | 亞洲大學心理學系 由兩團混團推出候選人                                                 |
| 2012年 | 新北市第二選舉區 | 民陣       | 不合格公民參政團                    | 龔尤倩 | 無戶籍國民、移民、移工權利 | 1,428  | 0.7350%  | 否     | 輔仁大學社工系學士 輔仁大學心理系博士班就讀中                                         |
| 2012年 | 基隆市           | 民陣       | 基隆參政團                          | 黃小陵 | 勞工運動(工殤)             | 2,599  | 1.2357%  | 否     | 輔仁大學中文系 基隆參政團由「淘汰郎參政團」與基隆在地人所組成。                       |
| 2016年 | 臺北市第六選舉區 | 民陣       |                                     | 鄭村棋 |                            | 4,927  | 3.0686%  | 否     | 夏林清丈夫                                                                            |
| 2016年 | 高雄市第八選舉區 | 民陣       | 高雄工作站                          | 張育華 |                            | 2,476  | 1.3277%  | 否     | 輔仁大學心理學系碩士                                                                  |
| 2020年 | 臺北市第一選舉區 | 人民民主黨 |                                     | 賴宗育 | 身心障礙者權益             | 1,870  | 0.90%    | 否     |                                                                                       |
| 2024年 | 臺北市第一選舉區 | 人民民主黨 |                                     | 賴宗育 |                            | 836    | 0.43%    | 否     |                                                                                       |

- 不分區立委

| 年份   | 登記、合作政黨名 | 候選人                                                         | 得票數 | 得票比例 | 得票率最高前三個縣市                              | 當選否 | 備註                                                                               |
| ------ | ---------------- | -------------------------------------------------------------- | ------ | -------- | ------------------------------------------------- | ------ | ---------------------------------------------------------------------------------- |
| 2008年 | 台灣綠黨         | 陳曼麗（綠黨）、張輝山（綠黨）、張宏林（綠黨）、王芳萍（火盟） | 58,473 | 0.6%     | 台北市（1.01%）、花蓮縣（0.94%）、嘉義市（0.81%） | 否     | 與綠黨合組綠紅聯盟參選，因此不分區名單排第四位的王芳萍為火盟推薦，以綠黨名義登記。 |

### 縣市長
| 年份   | 選區           | 登記政黨 | 候選人 | 主要議題 | 得票數 | 得票比例 | 當選否 | 備註                                      |
| ------ | -------------- | -------- | ------ | -------- | ------ | -------- | ------ | ----------------------------------------- |
| 2007年 | 基隆市（補選） | 無黨籍   | 張通賢 | 勞工運動 | 1,105  | 0.93%    | 否     |                                           |
| 2014年 | 基隆市         | 民陣     | 何燕堂 |          | 1,376  | 0.72%    | 否     | 輔大心理系兼任講師 輔大心理系博士班進修中 |
| 2014年 | 嘉義市         | 民陣     | 林詩涵 |          | 2,747  | 1.89%    | 否     | 輔仁大學心理系碩士                        |

### 直轄市議員、縣（市）議員
| 年份   | 選區               | 登記政黨   | 參政團/相關組織      | 候選人        | 主要議題       | 得票數 | 得票比例 | 當選否 | 備註                                          |
| ------ | ------------------ | ---------- | -------------------- | ------------- | -------------- | ------ | -------- | ------ | --------------------------------------------- |
| 2002年 | 台北市中山大同     | -          | -                    | 王芳萍        | 妓權           | 829    | 0.47%    | 否     | 輔大心理研究所碩士                            |
| 2010年 | 台北市內湖南港     | -          | 苦中作樂工人團       | 洪連佐        | 勞工運動       | 265    | 0.13%    | 否     |                                               |
| 2010年 | 台北市中正萬華     | -          | 人民老大性福團       | 鍾君竺        | 妓權           | 443    | 0.23%    | 否     |                                               |
| 2010年 | 台北市大安文山     | -          | 人民老大開開團       | 王蘋          | 同性戀權利     | 921    | 0.31%    | 否     |                                               |
| 2010年 | 新北市永和         | -          | 人民老大算障團       | 李素楨        | 身心障礙者權益 | 1,476  | 1.18%    | 否     | 輔仁大學心理研究所碩士畢                      |
| 2010年 | 新北市平地原住民   | -          | 人民老大原動力團     | 拔耐·茹妮老王 | 原民權         | 177    | 1.43%    | 否     |                                               |
| 2014年 | 臺北市中山大同     | 民陣       | 日日春關懷互助協會   | 鍾君竺        |                | 1,957  | 0.99%    | 否     |                                               |
| 2014年 | 臺北市士林北投     | 民陣       |                      | 周佳君        |                | 1,685  | 0.55%    | 否     | 輔大心理系碩士                                |
| 2014年 | 新北市三重蘆洲     | 民陣       |                      | 李丹鳳        |                | 2,603  | 0.89%    | 否     | 輔仁大學社會工作學系                          |
| 2014年 | 新北市永和區       | 民陣       |                      | 莊育麟        |                | 3,188  | 2.98%    | 否     | 輔仁大學心理所                                |
| 2014年 | 桃園市桃園區       | 民陣       |                      | 賀光卍        |                | 290    | 0.16%    | 否     | 輔仁大學法律學系碩士在職專班                  |
| 2014年 | 高雄市前金新興苓雅 | 民陣       | 日日春關懷互助協會   | 王芳萍        | 妓權運動       | 1,233  | 0.92%    | 否     | 輔大心理研究所碩士                            |
| 2014年 | 高雄市鳳山區       | 民陣       | 台灣國際家庭互助協會 | 張育華        | 新移民         | 1,010  | 0.57%    | 否     | 輔仁大學心理學系碩士                          |
| 2014年 | 基隆市中正區       | 民陣       |                      | 余重城        |                | 355    | 1.43%    | 否     |                                               |
| 2014年 | 基隆市仁愛區       | 民陣       |                      | 鄭村棋        | 勞工           | 931    | 3.55%    | 否     |                                               |
| 2014年 | 基隆市信義區       | 民陣       |                      | 黃小陵        | 工殤           | 563    | 2.39%    | 否     | 輔仁大學中文系                                |
| 2014年 | 基隆市中山區       | 民陣       |                      | 龔尤倩        | 新移民、移工   | 729    | 2.87%    | 否     | 輔仁大學社工系學士 輔仁大學心理系博士班就讀中 |
| 2014年 | 基隆市安樂區       | 民陣       |                      | 袁孔琪        |                | 350    | 0.88%    | 否     |                                               |
| 2014年 | 基隆市七堵區       | 民陣       |                      | 陳重光        |                | 86     | 0.31%    | 否     |                                               |
| 2014年 | 基隆市平地原住民   | 民陣       |                      | 拔耐·茹妮老王 | 原民權利       | 216    | 6.69%    | 否     |                                               |
| 2018年 | 臺北市士林北投     | 人民民主黨 |                      | 王芝安        |                | 1,362  | 0.49%    | 否     |                                               |
| 2018年 | 桃園市平鎮區       | 聯盟       |                      | 劉念雲        |                | 1,150  | 1.10%    | 否     | 工作傷害受害人協會資深工作者                  |

### 村里長
| 年份   | 選區               | 候選人 | 得票數 | 得票比例 | 當選否 | 備註               |
| ------ | ------------------ | ------ | ------ | -------- | ------ | ------------------ |
| 2018年 | 台北市萬華區富民里 | 蕭怡婷 | 1,016  | 40.78%   | 否     |                    |
| 2018年 | 台北市士林區岩山里 | 鄭小塔 | 692    | 38.83%   |        | 夏林清與鄭村棋之女 |
| 2018年 | 台北市北投區奇岩里 | 侯務葵 | 707    | 13.20%   | 否     |                    |
| 2018年 | 新北市中和區中安里 | 袁孔琪 | 287    | 11.20%   | 否     |                    |
| 2018年 | 基隆市中山區和平里 | 邱愉茹 | 119    | 39.79%   | 否     |                    |
| 2022年 | 台北市萬華區富民里 | 蕭怡婷 | 643    | 24.87%   | 否     |                    |
| 2022年 | 台北市士林區岩山里 | 林美雯 | 1,632  | 100.00%  |        |                    |
| 2022年 | 基隆市中山區和平里 | 邱愉茹 | 108    | 37.63%   | 否     |                    |
| 2022年 | 花蓮縣吉安鄉慶豐村 | 王淑娟 | 1,553  | 46.19%   |        |                    |

## 外部連結
- 人民民主黨 （页面存档备份，存于）
- 人民民主黨的Facebook專頁
- 人民民主陣線2012立委參選部落格 （页面存档备份，存于）
- 人民民主陣線鏟土豪行動 （页面存档备份，存于）
- 人民民主陣線鏟土豪行動的Facebook專頁
- 《苦勞網》人民民主陣線文章列表 （页面存档备份，存于）
- YouTube上的人民民主陣線頻道
- YouTube上的人民民主黨頻道